# زمان سواران
زمان سواران مجموعه ای از رمان‌های علمی تخیلی نوجوانان نوشته الکس اسکارو است. این مجموعه دارای نه کتاب است و توسط انتشارات پافین بوکز منتشر شده‌است.

## خلاصه
Liam O'Connor should have died at sea in 1912.
Maddy Carter should have died on a plane in 2010.
Sal Vikram should have died in a fire in 2026.
Yet moments before death, someone mysteriously appeared and said, 'Take my hand ...'
But Liam, Maddy and Sal aren't rescued. They are recruited by an agency that no one knows exists, with only one purpose—to fix broken history. Because time travel is here, and there are those who would go back in time and change the past. That's why the TimeRiders exist: to protect us. To stop time travel from destroying the world...

The TimeRiders series' summary
این رمان‌ها حول محور سه نوجوان می‌گذرد که درست قبل از مرگشان توسط آژانسی به نام «آژانس» استخدام می‌شوند. آژانس توسط رولد والدشتاین راه اندازی شد تا از مجموعه رویدادهای ثابت در طول تاریخ محافظت کند و در صورت دستکاری آن را اصلاح کند. آنها در ۱۰ و ۱۱ سپتامبر ۲۰۰۱ از دفتر صحرایی خود در زیر طاقدار پل ویلیامزبورگ در شهر نیویورک در یک "حباب زمان" دو روزه کار می‌کنند. هر رمان حول یک تغییر عمده در جدول زمانی تاریخی می‌چرخد و تیم باید با کمک «واحدهای پشتیبانی» خود - سایبورگ‌هایی که می‌توانند رفتار انسان را تقلید کنند- با یکدیگر برای رفع آن کار کنند. بعداً در سریال، شخصیت‌ها به پایگاه دوم در زیر پل راهرو هولبورن در لندن ویکتوریایی نقل مکان می‌کنند.